# Rainer G. Schmidt
Rainer G. Schmidt (Pseudonym: Ranuit; * 6. April 1950 in Riegelsberg (Saarland); † 9. April 2025 in Berlin, als Rainer Carl Gustav Schmidt) war ein deutscher Übersetzer und Lyriker.

## Leben
Rainer G. Schmidt besuchte das Gymnasium in Saarbrücken. Ab 1968 studierte er Kunstgeschichte, Philosophie, Germanistik und Soziologie an den Universitäten Saarbrücken und Marburg. Er schloss dieses Studium mit dem Ersten Staatsexamen ab. Seit 1976 lebte Schmidt als freier Schriftsteller und Übersetzer in Berlin, wo er auch im April 2025, drei Tage nach seinem 75. Geburtstag, verstarb.
Der Schwerpunkt von Schmidts Arbeit lag seit den 1970er-Jahren auf dem Übersetzen von Prosatexten und Gedichten aus dem Englischen und Französischen. Als eine seiner ersten professionellen Übersetzertätigkeiten übertrug er gemeinsam mit Hans Therre das Gesamtwerk Arthur Rimbauds ins Deutsche, diese Übersetzungen erschienen erstmals 1979 und 1980 in zwei Bänden. In den folgenden Jahrzehnten übertrug er mehrfach Werke von u. a. Herman Melville, Victor Hugo, Roger Caillois, Robert Louis Stevenson, William Henry Hudson und Gerald Murnane ins Deutsche. Bis zu seinem Tod arbeitete er in einem Großprojekt an der Übersetzung der Tagebücher von Henry David Thoreau.
Daneben schrieb Schmidt auch eigene literarische Texte. Erste Erzeugnisse veröffentlichte Schmidt bereits als Schüler. Eine Auswahl seiner Gedichte erschien 2000 unter dem Titel „Der Fall Schnee“. 

## Auszeichnungen
Rainer G. Schmidt erhielt neben zahlreichen Stipendien, u. a. des Deutschen Übersetzerfonds und des Deutschen Literaturfonds, 1998 für seine Übersetzung von Herman Melvilles Roman „Mardi und eine Reise dorthin“ den Paul-Celan-Preis. 2015 wurde er für seine Übersetzung „Ausgewählter Gedichte“ von Wallace Stevens mit dem Paul Scheerbart-Preis ausgezeichnet, und 2022 wurde ihm für seine Übertragungen französischer und englischer Literatur ins Deutsche der Johann-Heinrich-Voß-Preis für Übersetzung zuerkannt.

## Werke
- Rainer G. Schmidt: Der Fall Schnee. 111 G. dichte. Achilla-Presse, Hamburg/Bremen 2000, ISBN 3-928398-62-8.

## Übersetzungen
- Sherwood Anderson: Viele Ehen. Butjadingen 2011
- Gertrude Atherton: Die Glocke im Nebel. Butjadingen 2010
- Tzimon Barto: Dot. Butjadingen 2009
- Roger Caillois: Die Schrift der Steine. Graz 2004
- Roger Caillois: Patagonien und weitere Streifzüge. Graz 2016
- Roger Caillois: Der Fluss Alpheios. Berlin 2016
- Philippe Claudel: Das Geräusch der Schlüssel. Berlin 2010
- Joseph Conrad: Bezauberung. Hamburg 2000
- William Henry Hudson: Fernab und vor langer Zeit. Butjadingen 2008
- William Henry Hudson: Müßige Tage in Patagonien. Butjadingen 2007
- William Henry Hudson: El Ombú. Berlin 2007
- Victor Hugo: Die Arbeiter des Meeres. Hamburg 2003
- Victor Hugo: Der Mann mit dem Lachen. Butjadingen 2013
- André Pieyre de Mandiargues: Der Rand. Berlin 2012
- Abdelwahab Meddeb: Zwischen Europa und Islam. Heidelberg 2007
- Herman Melville: Clarel. Salzburg 2006
- Herman Melville: Mardi und eine Reise dorthin. 2 Bde. Hamburg 1997
- Henri Michaux: „Im Lande der Zauberei“ & „Hier Poddema“. Graz 1996
- Gerald Murnane: Die Ebenen. Berlin 2017
- Gerald Murnane: Grenzbezirke. Berlin 2019
- Gerald Murnane: Landschaft mit Landschaft. Berlin 2020
- Gerald Murnane: Inland. Berlin 2022
- Michael Palmer: Eighth sky. Köln 2005
- Michael Palmer: Gegenschein. Berlin 2012
- Edgar Allan Poe: Die Maske des roten Todes. Hamburg 2001
- Ambrose G. H. Pratt: Menura. Berlin 2011
- Arthur Rimbaud: Illuminations. Wien 2004
- Arthur Rimbaud: Poetische Werke. München (Übers. mit Hans Therre)

1. Prosa. 1979
2. Das trunkene Schiff. 1980

- Arthur Rimbaud: Seiten-Sprünge. München 1986 (Übers. mit Hans Therre)
- Victor Segalen: Malereien. Berlin 2003
- Victor Segalen: Stelen. Graz 2000
- Robert Louis Stevenson: Der Dynamitverschwörer. Butjadingen 2006
- Robert Louis Stevenson: Aussatz. Berlin 2013
- Wallace Stevens: Teile einer Welt. Ausgewählte Gedichte. Jung und Jung, Salzburg 2014
- Henry David Thoreau: Tagebücher I. Berlin 2016
- Henry David Thoreau: Tagebuch II. Berlin 2017
- Henry David Thoreau: Tagebuch III. Berlin 2018
- Henry David Thoreau: Tagebuch IV. Berlin 2019
- Henry David Thoreau: Tagebuch V. Berlin 2022